# 임시완
임시완(1988년 12월 1일 ~ )은 대한민국의 가수이자 배우이다. 대한민국의 보이 밴드 제국의아이들과 서브그룹 제아파이브(ZE:A Five)의 멤버이다. 배우로서 영화 변호인(2013년)과 케이블 시리즈 미생(2014년)에 출연해 흥행과 시청률 모두에서 성공을 거둔 것으로 잘 알려져 있다. 또한 영화진흥위원회가 선정한 한국영화계의 현재와 미래를 가장 잘 대표하는 한국 배우 200인에 선정되기도 했다.

## 학력
- 학진초등학교 (졸업)
- 엄궁중학교 (졸업)
- 구덕고등학교 (졸업)
- 부산대학교 공과대학 기계공학부 (중퇴)
- 동아방송예술대학교 공연예술계열 연극전공 (중퇴)
- 우송정보대학 실용음악과 (전문학사)

## 경력

### 2009-2013: 가수 데뷔와해를 품은 달로 주목
2009년에 Mnet 리얼리티 프로그램 《오피스 리얼리티 - 제국의 아이들》과 《제국의 아이들 리턴즈》에 출연하여 이동식 무대 차량인 윙카로 전국을 순회하는 게릴라 공연을 펼쳤고, 2010년 1월 15일에 9인조 남성 아이돌 그룹 제국의 아이들의 멤버로 데뷔하였다. 데뷔 초기에 과묵한 편이라 예능감이 떨어진다는 지적을 받아 소속사에 예능 학원이 있으면 보내달라는 부탁을 할 정도였다. 연습생 시절과 가수 활동을 할 때 드러나지 않는 존재감으로 인하여 연예계 생활을 포기하고 다시 전공을 살려 직장으로 돌아갈까 하는 고민을 하기도 했었다.
2012년 상반기 흥행작 MBC 수목 미니시리즈 《해를 품은 달》에서 드라마 초반의 인기를 주도한 아역 4인방 중에 허염(송재희 분)의 아역을 맡았다. 연기자로서 첫 작품임에도 불구하고 안정된 연기력으로 ‘허염앓이’를 불러일으키며 인지도를 높였다. 임시완은 “가수로서 인지도가 높지 않았던 게 오히려 연기하는 데 도움이 됐던 것 같다”고 말하기도 하였다. KBS2 수목 미니시리즈 《적도의 남자》에서 이장일(이준혁 분)의 아역을 맡아 친구를 배신하는 사이코패스와 이중인격을 연기했고, 이어 MBC 일일시트콤 《스탠바이》에서 주역까지 맡게 되어 고등학생 임시완 역으로 출연해 MBC 방송연예대상에서 코미디/시트콤 부문 남자신인상을 수상했다.
2013년 작곡가 앤드루 로이드 웨버와 작사가 팀 라이스가 공동 작업한 작품인 뮤지컬 《요셉 어메이징 테크니컬러 드림코트》에서 주인공 요셉 역으로 조성모, 송창의, 정동하와 함께 캐스팅되어 2월부터 3월까지 공연하였다. 윤태호 작가의 웹툰 《미생》을 바탕으로 제작된 모바일 단편 영화 《미생 프리퀄》에서 주인공 장그래 역으로 캐스팅되어 바둑기사를 지망하다 입단에 실패하여 방황하는 연기를 표현하였다. 9월에 KBS2 2부작 수목 드라마 《연애를 기대해》에서 연애에 서툰 의대생 정진국 역을 맡아 어리숙하지만 순수하고 찌질한 캐릭터를 연기하였다. 같은 해 12월에 개봉한 양우석 감독의 영화 《변호인》에서 1981년 부림 사건을 모티브로 용공 조작에 의하여 누명을 쓰고 고문을 당하는 대학생 진우 역을 맡아 주인공 인권 변호사 역을 맡은 송강호와 함께 출연하였다. 송강호는 “가수가 돼서 노래, 춤을 너무 못한다. 그냥 연기나 해라”고 말하기도 했다. 《변호인》은 1,137만 명의 관객을 동원하며 역대 박스오피스 6위라는 기록을 세웠다. 그 인기에 힘입어 제9회 맥스무비 최고의 영화상 최고의 남자신인배우상, 제3회 마리끌레르 영화제 루키상, 제51회 대종상 하나금융그룹 스타상, 제35회 청룡영화상에서 청정원 인기스타상, 한국영화배우협회 스타의 밤 한국영화 인기스타상을 수상했다.

### 2014-현재:미생, 배우로 자리매김
2014년 상반기에 MBC 월화드라마 《트라이앵글》에서 핏줄을 모른 채 비운의 재벌가 상속자로 성장한 장동우/윤양하 역을 맡았고, 이 드라마로 그 해 MBC 연기대상 남자신인상을 수상했다. 같은 해 하반기에는 tvN 금토드라마 《미생》에서 프로 바둑 입단에 실패한 후 냉혹한 사회생활을 겪는 주인공 장그래 역을 맡아 배우로서 입지를 다졌고, 제9회 케이블TV 방송대상 우수연기자상, 제51회 백상예술대상 TV 부문 남자신인연기상을 수상했다. KBS2 연예가중계에서 드라마와 대중문화평론가 10명을 대상으로한 조사에서 2014년 한 해 동안 가장 활약한 연기돌 중의 한 명으로 임시완을 선정하였으며, 대중문화평론가 배국남은 “연기돌 중 가장 정교한 연기를 보여주고 있다”라고 극찬했다. 또한 스포츠동아와 한국대학생영화동아리연합(KUFCA)이 진행한 2014년 올해의 한국영화 설문조사에서 2015년 영화계 유망주 남자 부문 1위(14.9%), 올해의 배우 남자 부문 3위(7.4%)를 기록하였다.
2016년 1월에 개봉한 이한 감독의 영화 《오빠생각》에서 한국전쟁 당시 버려진 고아들로 결성된 합창단을 지휘하는 한상렬 소위 역을 맡았다. 한편 대한민국 금융위원회가 《오빠생각》 예매권을 금융회사에 대량으로 강매했다는 의혹이 불거졌다. 이에 금융위원회는 임시완이 핀테크 홍보대사로 임명된 이후 아무런 대가 없이 핀테크 육성과 금융개혁 홍보를 위해 적극적으로 활동하여 감사와 응원의 마음을 표하고자 한 것이라고 해명했다.
2017년 1월에 스타제국과 계약이 만료되어 플럼엔터테인먼트로 이적했다. 같은 해 3월에 대출 사기극을 이끄는 민재 역으로 출연한 《원라인》이 개봉했고, 5월에 개봉한 영화 《불한당: 나쁜 놈들의 세상》에서는 현수 역을 맡아 두 남자 사이의 의리와 배신을 그렸다. 《불한당》이 칸 영화제 미드나잇스크리닝 섹션에 공식 초청되면서 영화제에 참석하기도 했다. MBC 월화드라마 《왕은 사랑한다》의 사전 촬영을 마치고, 7월 11일 경기도 양주 25사단 신병교육대에 현역으로 입소했다. 군사기초훈련을 마친 후 육군 제25사단 신병교육대 조교로 복무하게 됐고, 조교로 복무 중 특급전사로 선발되기도 했다. 2019년 3월 27일 제대하였다.

## 출연 작품

### 드라마
- 2010년 SBS 드라마스페셜 《검사 프린세스》 ... 클럽 남성 역 (2회 특별출연)
- 2010년 KBS2 주말연속극 《결혼해주세요》 ... 가수 준비생 역 (18회 특별출연)
- 2010년 ~ 2011년 MBC 주말연속극 《글로리아》 ... 가수 준비생 역 (11회 / 14회 특별출연)
- 2012년 MBC 수목 특별기획 드라마 《해를 품은 달》 ... 허염 (송재희 아역) 역 (1회 ~ 5회 특별출연)
- 2012년 KBS2 수목 미니시리즈 《적도의 남자》 ... 이장일 (이준혁 아역) 역 (1회 ~ 4회, 20회 특별출연)
- 2012년 MBC 일일 시트콤 《스탠바이》 ... 임시완 역
- 2012년 tvN 화요 미니시리즈 《응답하라 1997》 ... 학군사관 후보생 역 (4회 특별출연)
- 2013년 KBS2 일일 시트콤 《일말의 순정》 ... 정우성 (김태훈 아역) 역 (1, 3, 5회 특별출연)
- 2013년 KBS2 2부작 수목 미니시리즈 《연애를 기대해》 ... 정진국 역
- 2014년 MBC 월화 미니시리즈 《트라이앵글》 ... 장동우 / 윤양하 역
- 2014년 tvN 금토 미니시리즈 《미생》 ... 장그래 역
- 2017년 MBC 월화 특별기획 드라마 《왕은 사랑한다》 ... 왕원 역
- 2019년 OCN 주말 미니시리즈 《타인은 지옥이다》 ... 윤종우 역
- 2020년 JTBC 수목 미니시리즈 《런 온》 ... 기선겸 역
- 2022년 MBC 금토 미니시리즈 《트레이서》 ... 황동주 역
- 2022년 MBC 금토 미니시리즈 《트레이서 시즌2》 ... 황동주 역
- 2022년 ENA 월화 미니시리즈 《아무것도 하고 싶지 않아》 ... 안대범 역
- 2023년 tvN 월화 미니시리즈 《미씽: 그들이 있었다 2》 ... (특별출연) 역
- 2023년 쿠팡플레이 오리지널 시리즈 《소년시대》 … 장병태 역
- 2024년 넷플릭스 오리지널 드라마 《오징어 게임 2》 … 명기 역

### 영화
- 2013년 영화 《미생 프리퀄》 ... 장그래 역
- 2013년 천만영화 《변호인》 ... 박진우 역
- 2014년 영화 《리오 2》 ... 블루 목소리 역
- 2016년 영화 《오빠생각》 ... 한상렬 역
- 2017년 영화 《원라인》 ... 이민재 역
- 2017년 영화 《불한당: 나쁜 놈들의 세상》 ... 조현수 역
- 2022년 영화 《비상선언》 ... 진석 역
- 2023년 영화 《스마트폰을 떨어뜨렸을 뿐인데》 ... 준영 역
- 2023년 영화 《1947 보스톤》 ... 서윤복 역
- 2023년 영화 《달짝지근해: 7510》 (특별출연)
- 2025년 영화 《사마귀》 ... 한울 역

### 뮤지컬
| 연도   | 제목                                  | 역할 | 장소         | 기간                | 출처   |
| ------ | ------------------------------------- | ---- | ------------ | ------------------- | ------ |
| 2013년 | 《요셉 어메이징 테크니컬러 드림코트》 | 요셉 | 샤롯데씨어터 | 2월 19일 ~ 3월 12일 | [ 11 ] |

## 음악 활동

### 음반
| 연도   | 곡명                   | 수록앨범 | 작사           | 작곡           | 편곡           | 출처   |
| ------ | ---------------------- | -------- | -------------- | -------------- | -------------- | ------ |
| 2017년 | 째깍째깍 (with 조현아) | 째깍째깍 | 조현아, 임시완 | 이재학, 조현아 | 이재학, 양자인 | [ 32 ] |

### O.S.T
| 연도   | 곡명             | 수록앨범                       | 작사             | 작곡                           | 편곡           | 출처   |
| ------ | ---------------- | ------------------------------ | ---------------- | ------------------------------ | -------------- | ------ |
| 2014년 | 그래도..그래서.. | 《미생》 O.S.T Part 5          | 임시완, 청담슈퍼 | 임시완, 청담슈퍼, 박성일       | 박성일         | [ 33 ] |
| 2017년 | 내 마음은        | 《왕은 사랑한다》 O.S.T Part 4 | 지일국           | 1601                           | 1601           | [ 34 ] |
| 2021년 | 나 그리고 너     | 런 온 OST Part.12              | 임시완, 박보정   | 박보정, 김성민, 김시원, 황찬희 | 김성민, 김시원 |        |
| 2022년 | Fire             | 트레이서 OST Part.5            | 임시완, Nuvocity | Nuvocity                       | Nuvocity       |        |

## 기타 활동

### 예능
| 연도   | 방송사     | 제목                                    | 방영일              | 회차          | 출처 |
| ------ | ---------- | --------------------------------------- | ------------------- | ------------- | ---- |
| 2023년 | 유튜브     | 핑계고                                  | 9월 16일            | 22회          |      |
| 2022년 | JTBC       | 아는 형님                               | 1월 8일             | 314회         |      |
| 2021년 | TVN        | 바퀴 달린 집 시즌 2                     | 4월 9일             | 고정          |      |
| 2017년 | tvN        | 인생술집                                | 3월 30일            | 17회          |      |
| 2016년 | SBS        | 런닝맨                                  | 1월 17일            | 282회         |      |
| 2015년 | MBC        | 무한도전                                | 12월 19일           | 459회         |      |
| 2015년 | SBS        | 힐링캠프                                | 8월 10일            | 196회         |      |
| 2015년 | tvN        | 현장토크쇼 택시                         | 1월 2일, 3일        |               |      |
| 2014년 | KBS2       | 나는 남자다                             | 4월 9일             | 1회           |      |
| 2014년 | SBS        | 정글의 법칙 in 미크로네시아             | 1월 17일 ~ 2월 21일 | 94회 ~ 99회   |      |
| 2014년 | SBS        | 런닝맨                                  | 1월 26일            | 182회         |      |
| 2013년 | KBS2       | 맘마미아                                | 12월 25일           | 37회          |      |
| 2013년 | KBS2       | 해피투게더                              | 12월 19일           | 330회         |      |
| 2013년 | KBS2       | 불후의 명곡 전설을 노래하다             | 9월 28일, 10월 5일  | 120회 ~ 121회 |      |
| 2013년 | tvN        | 현장 토크쇼 택시                        | 9월 23일            | 304회         |      |
| 2013년 | KBS2       | 출발드림팀 시즌 2                       | 8월 18일            | 197회         |      |
| 2013년 | KBS2       | 1 대 100                                | 8월 13일            | 306회         |      |
| 2013년 | KBS2       | 대국민 토크쇼 안녕하세요                | 8월 5일             | 135회         |      |
| 2013년 | MBC        | 블라인드 테스트쇼 180도                 | 7월 28일            | 26회          |      |
| 2013년 | KBS2       | 불후의 명곡 전설을 노래하다             | 7월 27일            | 111회         |      |
| 2013년 | YTN        | 이슈&피플                               | 3월 5일             |               |      |
| 2013년 | tvN        | 백지연의 피플 인사이드                  | 3월 5일             | 320회         |      |
| 2013년 | MBC        | 제6회 아이돌 스타 육상 양궁 선수권 대회 | 2월 11일            |               |      |
| 2012년 | MBC        | 우리 결혼했어요                         | 12월 15, 22일       | 148회 ~ 149회 |      |
| 2012년 | MBC every1 | 주간 아이돌                             | 10월 17일           | 65회          |      |
| 2012년 | 곰TV       | The GURUPOP Show                        | 9월 28일            | 7회           |      |
| 2012년 | KBS2       | 대국민 토크쇼 안녕하세요                | 9월 17일            | 91회          |      |
| 2012년 | MBC        | 우리 결혼했어요                         | 9월 1일             | 133회         |      |
| 2012년 | Mnet       | 비틀즈 코드 시즌2                       | 8월 27일            | 25회          |      |
| 2012년 | YTN        | 이슈&피플                               | 8월 9일             |               |      |
| 2012년 | KBS2       | 김승우의 승승장구                       | 7월 17일            | 123회         |      |
| 2012년 | SBS        | 런닝맨                                  | 7월 22일            | 104회         |      |
| 2012년 | Mnet       | 유세윤의 Art Video                      | 7월 3일             | 5회           |      |
| 2012년 | KBS2       | 가족의 탄생                             | 3월                 | 17회 ~ 21회   |      |
| 2012년 | MBC        | 라디오스타                              | 2월 22일            | 223회         |      |
| 2012년 | MBC        | 세상을 바꾸는 퀴즈                      | 2월 11일            | 141회         |      |
| 2012년 | MBC        | 주병진 토크 콘서트                      | 2월 2일             | 8회           |      |
| 2012년 | SBS        | 강심장                                  | 1월 31일            | 115회         |      |
| 2011년 | MBC        | 제3회 아이돌 스타 육상선수권대회        | 9월 13일            |               |      |
| 2011년 | SBS        | 도전 1000곡                             | 9월 4일             | 162회         |      |
| 2011년 | MBC every1 | 주간 아이돌                             | 8월 27일            | 6회           |      |
| 2011년 | KBS2       | 1 대 100                                | 8월 23일            | 214회         |      |
| 2011년 | MBC        | 세상을 바꾸는 퀴즈                      | 4월 9일             | 98회          |      |
| 2011년 | KBS2       | 스쿨 버라이어티 백점만점                | 4월 2일             | 19회          |      |
| 2011년 | Mnet       | 비틀즈 코드                             | 3월 31일            | 33회          |      |
| 2011년 | MBC        | 세상을 바꾸는 퀴즈                      | 1월 29일            | 88회          |      |
| 2011년 | KBS1       | 상상오락관                              | 1월 29일            | 4회           |      |
| 2010년 | SBS        | 영웅호걸                                | 12월 12, 19일       | 20 ~ 21회     |      |
| 2010년 | tvN        | 현장 토크쇼 택시                        | 11월 25일           |               |      |
| 2010년 | MBC every1 | 러브 추격자                             | 9월 16, 23, 30일    | 3회 ~ 5회     |      |
| 2010년 | MBC        | 아이돌 스타 육상 선수권 대회            | 9월 25일            |               |      |
| 2009년 | Mnet       | 제국의 아이들 리턴즈                    | 10월 ~ 11월         | 6부작         | 고정 |
| 2009년 | Mnet       | 오피스 리얼리티 - 제국의 아이들         | 4월 ~ 7월           | 12부작        | 고정 |

### 뮤직비디오
| 연도   | 가수            | 곡명          | 수록앨범             | 링크 |
| ------ | --------------- | ------------- | -------------------- | ---- |
| 2012년 | 구하라          | Secret Love   | KARA Solo Collection | 1    |
| 2012년 | 지아            | 일 년째       | ANEMONE              | 1    |
| 2012년 | 지아            | 눈물이 툭     | ANEMONE              | 1    |
| 2014년 | SoReal          | 심장이 말했다 | So Real Story        | 1    |
| 2014년 | 어쿠스틱 콜라보 | 휘파람        | I Do                 | 1    |

### 광고
| 연도   | 품목       | 기업명                    | 제품명                            | 공동 출연                      | 국가                                                           | 링크    |
| ------ | ---------- | ------------------------- | --------------------------------- | ------------------------------ | -------------------------------------------------------------- | ------- |
| 2010년 | 패스트푸드 | 해마로푸드서비스(주)      | 맘스터치                          | ZE:A                           | 대한민국                                                       | 1       |
| 2010년 | 제과       | 유나이티드 푸드           | 요요 젤리                         | ZE:A                           | 태국                                                           | 1       |
| 2012년 | 건강식품   | KGC라이프앤진             | 위버젠 & 제렉스                   |                                | 대한민국                                                       |         |
| 2012년 | 화장품     | 스킨푸드                  | 풋사과 탄산수 모공 라인           | 이민정                         | 대한민국                                                       | 1, 2    |
| 2012년 | 스마트폰   | 삼성전자                  | 삼성 웨이브 III                   | 아이유, 황광희                 | 대한민국                                                       | 1       |
| 2013년 | 캐주얼     | (주)펠릭스킴앤레기진      | 구김스                            | ZE:A                           | 대한민국                                                       |         |
| 2014년 | 유제품     | 서울우유협동조합          | 그녀를 3번 생각한 저지방 요구르트 |                                | 대한민국                                                       | 1, 2    |
| 2014년 | 화장품     | (주)결고은사람들          | 헤이네이처                        | 윤승아                         | 대한민국                                                       | 1, 2    |
| 2014년 | 아웃도어   | 밀레                      | 엠리밋                            | 손나은, 정은지                 | 대한민국                                                       | 1, 2, 3 |
| 2014년 | 캐주얼     | (주)제이엔지코리아        | 홀하우스                          |                                | 대한민국                                                       |         |
| 2014년 | 학생복     | (주)스쿨룩스              | 스쿨룩스                          | 에이핑크                       | 대한민국                                                       | 1       |
| 2014년 | 이동통신   | SK텔레콤                  | 100년의 편지                      | 이성민                         | 대한민국                                                       | 1       |
| 2014년 | 건강음료   | CJ헬스케어                | 컨디션 헛개수                     | 이성민                         | 대한민국                                                       | 1, 2    |
| 2014년 | 공사       | 한국무역보험공사          | 무역보험공사                      |                                | 대한민국                                                       |         |
| 2014년 | 자동차     | 폭스바겐코리아            | The New Jetta                     |                                | 대한민국                                                       | 1, 2    |
| 2014년 | 제지       | 더블에이코리아            | 더블에이                          | 김대명                         | 대한민국                                                       | 1       |
| 2014년 | 쇼핑몰     | (주)CJ오쇼핑              | CJmall                            | 이성민                         | 대한민국                                                       | 1, 2    |
| 2015년 | 보험       | 삼성화재해상보험          | 삼성화재 애니카 다이렉트          | 강소라, 김대명, 변요한, 손종학 | 대한민국                                                       | 1, 2, 3 |
| 2015년 | 디저트     | (주)설빙                  | 설빙                              |                                | 대한민국 · 중국                                                | 1, 2    |
| 2015년 | 패션       | (주)LF                    | 헤지스 액세서리                   |                                | 대한민국                                                       |         |
| 2015년 | 제과       | 롯데제과                  | 크런키                            | ZE:A                           | 대한민국                                                       | 1       |
| 2015년 | 아웃도어   | 밀레                      | 엠리밋                            | 정은지                         | 대한민국                                                       | 1       |
| 2015년 | 관공서     | 고용노동부                | 고용개혁                          | 황정민                         | 대한민국                                                       | 1       |
| 2015년 | 청량음료   | 롯데칠성음료              | 칠성사이다                        |                                | 대한민국                                                       | 1, 2, 3 |
| 2015년 | 관공서     | 금융위원회                | 핀테크                            |                                | 대한민국                                                       | 1, 2    |
| 2016년 | 욕실자재   | 아이에스동서              | INUS                              |                                | 대한민국                                                       | 1       |
| 2016년 | 디저트     | (주)설빙                  | 설빙                              |                                | 대한민국 · 중국                                                |         |
| 2016년 | 청량음료   | 롯데칠성음료              | 칠성사이다                        |                                | 대한민국                                                       |         |
| 2017년 | 욕실자재   | 아이에스동서              | INUS                              |                                | 대한민국                                                       |         |
| 2017년 | 안경원     | 주식회사 글라스스토리안경 | 글라스스토리                      |                                | 대한민국                                                       |         |
| 2017년 | 디저트     | (주)토스트럭              | 토스트럭                          |                                | 대한민국                                                       |         |
| 2017년 | 의료       | 365mc병원·비만클리닉      | 365mc병원·비만클리닉              |                                | 대한민국                                                       | 1       |
| 2017년 | 요식업체   | 바이올푸드글로벌(주)      | 유가네닭갈비                      |                                | 대한민국 · 중국 · 싱가포르 · 태국 · 홍콩 · 말레이시아 · 필리핀 |         |
| 2018년 | 욕실자재   | 아이에스동서              | INUS                              |                                | 대한민국                                                       |         |
| 2018년 | 안경원     | 주식회사 글라스스토리안경 | 글라스스토리                      |                                | 대한민국                                                       |         |
| 2018년 | 디저트     | (주)토스트럭              | 토스트럭                          |                                | 대한민국                                                       |         |
| 2018년 | 요식업체   | 바이올푸드글로벌(주)      | 유가네닭갈비                      |                                | 대한민국 · 중국 · 싱가포르 · 태국 · 홍콩 · 말레이시아 · 필리핀 |         |
| 2021년 | 자동차     | 기아                      | The new K3                        |                                |                                                                |         |
| 2021년 | 아웃도어   | 나이키 코리아             | Play New 캠페인-새로운 속도       |                                |                                                                |         |
| 2021년 | 금융       | NH농협                    | 콕뱅크                            |                                |                                                                |         |
| 2021년 | 게임       | 엔젤게임즈                | 신의 탑M : 위대한 여정            |                                |                                                                |         |

### 홍보대사
- 2012년 한국관광공사 명예 홍보대사[43]
- 2012년 TISSOT 공식 홍보대사[44]
- 2012년 프레타포르테 부산 홍보대사[45]
- 2012년 우송정보대학 학생 홍보대사[46]
- 2013년 경기도 청소년 홍보대사[47]
- 2014년 한국무역협회 무역홍보대사[48]
- 2015년 금융위원회 핀테크 홍보대사[49]

### 팬미팅
| 연도   | 개최명                                   | 일자                | 장소                                      | 출처   |
| ------ | ---------------------------------------- | ------------------- | ----------------------------------------- | ------ |
| 2015년 | 임시완 2015 ASIA TOUR FANMEETING ‘HELLO’ | 3월 7일             | 일본 아이아 씨어터 도쿄                   | [ 50 ] |
| 2015년 | 임시완 2015 ASIA TOUR FANMEETING ‘HELLO’ | 3월 21일 ~ 3월 22일 | 한국 올림픽공원 올림픽홀                  | [ 51 ] |
| 2015년 | 임시완 2015 ASIA TOUR FANMEETING ‘HELLO’ | 3월 28일            | 중국 홍콩 국제무역전시센터 무역전시관 3   |        |
| 2015년 | 임시완 2015 ASIA TOUR FANMEETING ‘HELLO’ | 4월 18일            | 중국 광저우 중산기념당                    |        |
| 2015년 | 임시완 2015 ASIA TOUR FANMEETING ‘HELLO’ | 5월 2일             | 대만 타이베이과학기술대학교 중정관 메인홀 | [ 52 ] |
| 2015년 | 임시완 2015 ASIA TOUR FANMEETING ‘HELLO’ | 5월 23일            | 중국 상하이 천수만문화예술센터 대극장 Q홀 | [ 53 ] |

## 수상 및 후보
| 연도 | 시상식                           | 부문                              | 작품                                  | 결과 | 출처          |
| ---- | -------------------------------- | --------------------------------- | ------------------------------------- | ---- | ------------- |
| 2012 | 제48회 백상예술대상              | TV 부문 남자인기상                | 《해를 품은 달》                      | 후보 | [ 54 ]        |
| 2012 | 제6회 Mnet 20's Choice           | 20's Booming Star                 | 《해를 품은 달》                      | 후보 | [ 55 ]        |
| 2012 | MBC 방송연예대상                 | 코미디·시트콤 부문 남자 신인상    | 《스탠바이》                          | 수상 | [ 10 ]        |
| 2012 | MBC 연기대상                     | 남자 신인연기상                   | 《해를 품은 달》                      | 후보 | [ 56 ] [ 57 ] |
| 2012 | MBC 연기대상                     | 남자 인기상                       | 《해를 품은 달》                      | 후보 | [ 56 ] [ 57 ] |
| 2013 | 제7회 더 뮤지컬 어워즈           | 남우신인상                        | 《요셉 어메이징 테크니컬러 드림코트》 | 후보 | [ 58 ]        |
| 2014 | 제9회 맥스무비 최고의 영화상     | 최고의 남자조연배우상             | 《변호인》                            | 후보 | [ 17 ]        |
| 2014 | 제9회 맥스무비 최고의 영화상     | 최고의 남자신인배우상             | 《변호인》                            | 수상 | [ 17 ]        |
| 2014 | 제3회 마리끌레르 영화제          | 루키상                            | 《변호인》                            | 수상 | [ 18 ]        |
| 2014 | 제8회 아시안 필름 어워즈         | 신인연기상                        | 《변호인》                            | 후보 | [ 59 ]        |
| 2014 | 제50회 백상예술대상              | 영화 부문 남자 신인연기상         | 《변호인》                            | 후보 | [ 60 ]        |
| 2014 | 제50회 백상예술대상              | 영화 부문 남자 인기상             | 《변호인》                            | 후보 | [ 60 ]        |
| 2014 | 제50회 백상예술대상              | LF 일꼬르소 패셔니스타상          | 《변호인》                            | 수상 | [ 60 ]        |
| 2014 | 제23회 부일영화상                | 신인남자연기상                    | 《변호인》                            | 후보 | [ 61 ]        |
| 2014 | 제51회 대종상                    | 신인남우상                        | 《변호인》                            | 후보 | [ 19 ] [ 62 ] |
| 2014 | 제51회 대종상                    | 하나금융그룹 스타상               | 《변호인》                            | 수상 | [ 19 ] [ 62 ] |
| 2014 | 제35회 청룡영화상                | 신인남우상                        | 《변호인》                            | 후보 | [ 20 ] [ 63 ] |
| 2014 | 제35회 청룡영화상                | 청정원 인기스타상                 | 《변호인》                            | 수상 | [ 20 ] [ 63 ] |
| 2014 | 제3회 한국영화배우협회 스타의 밤 | 한국영화 인기스타상               | 《변호인》                            | 수상 | [ 21 ]        |
| 2014 | MBC 연기대상                     | 남자 신인연기상                   | 《트라이앵글》                        | 수상 | [ 22 ]        |
| 2015 | 제9회 케이블TV 방송대상          | 우수연기자상                      | 《미생》                              | 수상 | [ 24 ]        |
| 2015 | 제10회 아시아 모델상 시상식      | 아시아특별상 배우 부문            |                                       | 수상 | [ 64 ]        |
| 2015 | 제51회 백상예술대상              | TV 부문 남자 신인연기상           | 《미생》                              | 수상 | [ 25 ]        |
| 2015 | 제51회 백상예술대상              | TV 부문 남자 인기상               | 《미생》                              | 후보 | [ 25 ]        |
| 2015 | 제8회 코리아 드라마 어워즈       | 남자 최우수연기상                 | 《미생》                              | 후보 | [ 65 ] [ 66 ] |
| 2015 | 제8회 코리아 드라마 어워즈       | 심사위원상                        | 《미생》                              | 수상 | [ 65 ] [ 66 ] |
| 2015 | 대한민국 금융위원회              | 특별공로상                        |                                       | 수상 | [ 67 ]        |
| 2015 | 제4회 에이판 스타 어워즈         | 중편드라마 부문 남자 우수연기상   | 《미생》                              | 수상 | [ 68 ]        |
| 2016 | InStyle 스타 아이콘              | 아이돌 남자 배우 부문             |                                       | 수상 | [ 69 ]        |
| 2016 | 제11회 맥스무비 최고의 영화상    | 라이징스타상                      |                                       | 수상 | [ 70 ]        |
| 2016 | 제52회 백상예술대상              | 영화 부문 남자 인기상             | 《오빠생각》                          | 후보 |               |
| 2016 | tvN10 Awards                     | made in tvN상 드라마 남자 부문    | 《미생》                              | 후보 | [ 71 ]        |
| 2017 | 제3회 서울웹페스트 영화제        | 남우주연상                        | 《주워온 고양이 남자》                | 후보 | [ 72 ]        |
| 2017 | 제1회 더 서울어워즈              | 인기상                            | 《불한당: 나쁜 놈들의 세상》          | 수상 | [ 73 ]        |
| 2017 | MBC 연기대상                     | 월화극 부문 남자 최우수연기상     | 《왕은 사랑한다》                     | 후보 |               |
| 2018 | 제13회 숨피 어워즈               | 올해의 연기상 남자부문            | 《왕은 사랑한다》                     | 후보 |               |
| 2022 | 제58회 백상예술대상              | TV 부문 남자 최우수연기상         | 《트레이서》                          | 후보 |               |
| 2022 | 제1회 청룡시리즈어워즈           | 남우주연상                        | 《트레이서》                          | 후보 |               |
| 2022 | 제8회 에이판 스타 어워즈         | OTT 부문 남자 최우수연기상        | 《트레이서》                          | 후보 |               |
| 2022 | 제31회 부일영화상                | 남우조연상                        | 《비상선언》                          | 수상 |               |
| 2022 | 제43회 청룡영화상                | 남우조연상                        | 《비상선언》                          | 후보 |               |
| 2022 | 제58회 대종상                    | 남우조연상                        | 《비상선언》                          | 후보 |               |
| 2022 | 제9회 한국영화제작가협회상       | 남우조연상                        | 《비상선언》                          | 수상 |               |
| 2022 | MBC 연기대상                     | 미니시리즈 부문 남자 최우수연기상 | 《트레이서》                          | 후보 |               |
| 2023 | 제16회 아시안 필름 어워즈        | 남우조연상                        | 《비상선언》                          | 후보 |               |
| 2023 | 제59회 백상예술대상              | 영화 부문 남자 조연상             | 《비상선언》                          | 후보 |               |
| 2023 | 제32회 부일영화상                | 남우주연상                        | 《스마트폰을 떨어뜨렸을 뿐인데》      | 후보 |               |
| 2023 | 제14회 대한민국 대중문화예술상   | 문화체육관광부장관 표창           | 빈칸                                  | 수상 |               |
| 2023 | 제59회 대종상                    | 남우주연상                        | 《1947 보스턴》                       | 후보 |               |
| 2024 | 제22회 디렉터스 컷 시상식        | 시리즈 부문 올해의 남자배우상     | 《소년시대》                          | 후보 |               |
| 2024 | 제60회 백상예술대상              | TV 부문 남자 최우수연기상         | 《소년시대》                          | 후보 |               |
| 2024 | 제3회 청룡 시리즈 어워즈         | 남우주연상                        | 《소년시대》                          | 수상 |               |
| 2024 | 제15회 코리아 드라마 어워즈      | 남자 최우수연기상                 | 《소년시대》                          | 수상 |               |
| 2024 | 제10회 에이판 스타 어워즈        | 미니시리즈 부문 남자 최우수연기상 | 《소년시대》                          | 후보 |               |